# William Hale Thompson
William Hale Thompson (14 de mayo de 1869-19 de marzo de 1944) fue un político estadounidense que se desempeñó como alcalde de Chicago de 1915 a 1923 y nuevamente de 1927 a 1931. Conocido como "Big Bill", es el republicano más reciente que se ha desempeñado como alcalde de Chicago. Los historiadores lo ubican entre los alcaldes menos éticos de la historia estadounidense, principalmente por su abierta alianza con Al Capone. Sin embargo, otros reconocen la eficacia de sus métodos políticos y campañas publicitarias, reconociéndolo como un "camaleón político" y una maquinaria política eficaz. La revista Time dijo en 1931 que "el principal crédito por crear la política del siglo XX al estilo de Chicago" debería ser para William Thompson.
Thompson era conocido por su campaña exagerada y su lenguaje sin censura que, junto con su altura y peso imponentes, le valieron el apodo de "Big Bill". Tras su reelección en 1919, Thompson estuvo a la vanguardia del movimiento para que el sistema de bibliotecas públicas de Chicago y los funcionarios de educación censuraran y prohibieran muchos textos y recuerdos históricos provenientes del Reino Unido.
Aunque Thompson era una figura popular, su popularidad se derrumbó después de su muerte, cuando se encontraron dos cajas de seguridad a su nombre que contenían más de 1,8 millones de dólares (31.8 millones de la actualidad) en efectivo y bonos.

## Inicios
Thompson nació en Boston, hijo de William Hale y Medora Gale Thompson, pero su familia se mudó a Chicago cuando tenía nueve días. A pesar de haber nacido en Boston, Thompson tenía fuertes raíces en Chicago. Su padre, el coronel William Hale Thompson Sr., era un hombre de negocios popular en Chicago y se había desempeñado como coronel en la Segunda Guardia de Illinois que había venido a Chicago después de servir en la Marina de los Estados Unidos durante la Guerra de Secesión. Su abuelo materno, Stephen F. Gale, el primer jefe del Departamento de Bomberos de Chicago, había jugado un papel importante en la redacción de los estatutos de la corporación de la ciudad en 1837, lo que le valió la consideración de "pionero de Chicago" por parte de algunos periodistas académicos.
Thompson asistió a las Escuelas Públicas de Chicago y tomó cursos complementarios en la Escuela Fessenden y el Colegio Metropolitano.
Thompson estaba destinado a asistir a Yale, pero en cambio se mudó a Wyoming a la edad de 14 años, donde se convirtió en vaquero y propietario de ganado y viajó por Europa, y más adelante en su vida se dedicó a la ganadería en Texas y Nuevo México. Las experiencias lo influyeron para agregar toques occidentales a su campaña, incluido su sombrero, que se convirtió en un símbolo de su campaña. A la edad de veintiún años, había acumulado una participación de 30 000 dólares. Regresó a Chicago en 1892 después de la muerte de su padre para administrar sus propiedades. Poco después de regresar a Chicago, Thompson se unió al Illinois Athletic Club y al Sportsmen's Club of America y rápidamente fue nombrado director general y capitán de los equipos de waterpolo y fútbol. Su figura de seis pies y su destreza atlética le valieron el apodo de "Big Bill", que se quedó con él a lo largo de su carrera como político.

## Primeros años en la política

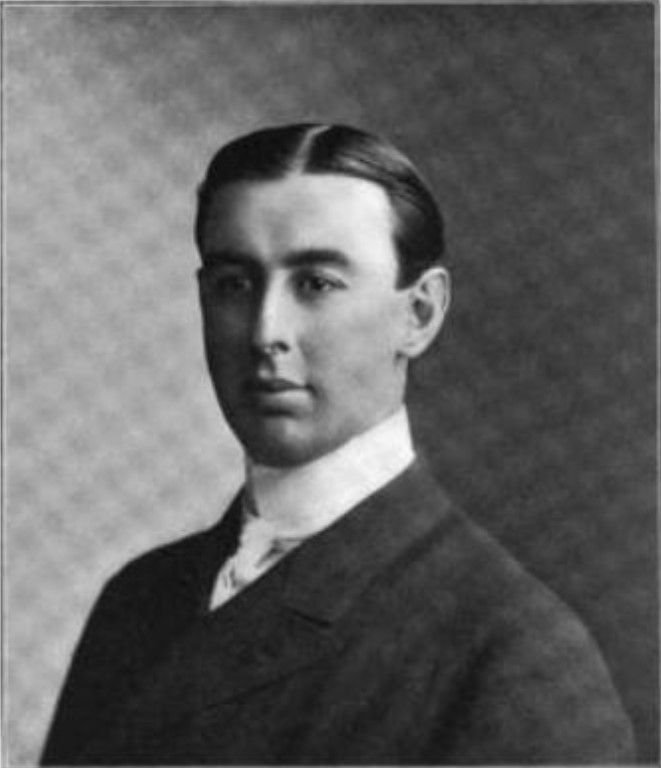
Thompson alrededor de 1900

Thompson sirvió en la Junta de Bienes Raíces de Chicago.
En 1900, Thompson ganó por poco las elecciones como concejal en el Ayuntamiento de Chicago del 2º Ward, su distrito natal. Dos años más tarde, se convirtió en miembro de la Junta de Comisionados del Condado de Cook, donde sirvió desde 1902 hasta 1904. En ese lapso hizo una alianza política con Frederick Lundin, un secretario municipal republicano que trabajaba para William Lorimer, un congresista de Illinois, conocido por sus métodos electorales corruptos. El dúo político, según la mayoría de los ciudadanos, trabajó muy bien, lo que le valió el título de "los Gallagher y Shean de la política de Chicago". Thompson, con su personalidad extrovertida y carismática combinada con su imponente estatura y apariencia de caballero, le dio una presencia pública innegable, que se completó con las astutas ideas y proyectos políticos de Lundin.

## Primera alcaldía (1915-1923)

### Primer periodo

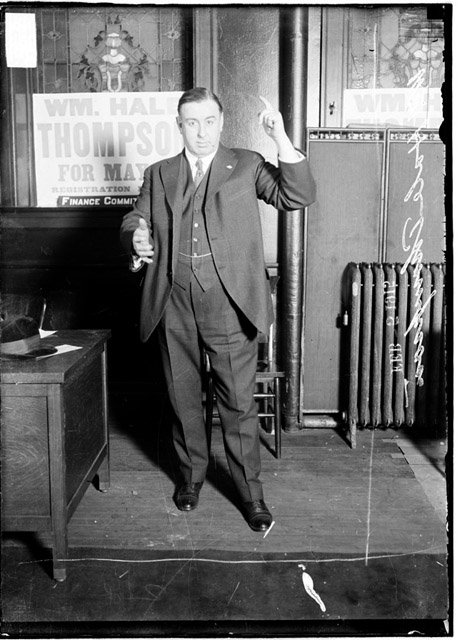
Thompson durante su campaña para alcalde de 1915

En 1915, Thompson fue elegido como el alcalde número 41 de Chicago, superando al secretario del condado Robert M. Sweitzer, John H. Hill, Seymour Steadman y Charles Thompson.
Thompson prestó juramento el 26 de abril de 1915. En su discurso inaugural, Thompson habló de sus ambiciones de que Chicago se convierta en "la más grande del mundo", pero también de que sus actos como alcalde no deben dejarse influir por la corrupción. También enfatizó la importancia de la seguridad pública (tal como lo impone el Departamento de Policía de Chicago), la mejora del transporte público, precios de gasolina seguros y permanentemente bajos, que se le permita a Chicago tener un gobierno autónomo y se están poniendo más esfuerzos en los intereses comerciales de Chicago para crear puestos de trabajo y mejorar la economía de la ciudad. Sus esfuerzos por expandir y mejorar públicamente las calles de Chicago le valieron otro apodo de "Big Bill the Builder". En su tiempo como alcalde, supervisó la finalización del puente de enlace de Michigan Avenue, la ampliación de Twelfth Street y la extensión y ampliación de Ogden Avenue. Junto con sus grandes sueños para la expansión geográfica de Chicago, deseaba que Chicago se expandiera política y económicamente. Creía que Chicago debería poder hacer cumplir las leyes en sus propios términos, particularmente sin lo que, según él, era la interferencia del gobierno británico o el gobierno totalitario. Terminó su discurso inaugural declarando:

"Creo firmemente en la separación de las tres ramas coordinadas del gobierno -Ejecutiva, Legislativa y Judicial- propias de nuestro sistema estadounidense, y que una no debe entrometerse ni violar las prerrogativas de la otra. No pretendo exceder los derechos y privilegios del ejecutivo ni transgredir las funciones legislativas o judiciales. Ejecutaré imparcialmente las leyes dictadas por las autoridades legislativas competentes e interpretadas por el poder judicial".

Cuando Thompson ingresó al primer período de su alcaldía, nombró a Fred Lundin como presidente del comité de patrocinio. Al principio de su carrera como alcalde, Thompson comenzó a acumular fondos para apoyar una eventual candidatura a la presidencia.
Al principio de su alcaldía, Thompson tuvo que acortar un viaje de julio de 1915 a San Francisco para hacer frente a las consecuencias del desastre del Eastland. Mientras Thompson estaba fuera de la ciudad, el alcalde interino Moorhouse había convertido el Ayuntamiento de Chicago en un hospital improvisado para primeros auxilios y una morgue para los cuerpos recuperados de la tragedia. Una vez que Thompson regresó a Chicago, organizó y promovió fuertemente un fondo de ayuda y ordenó una investigación sobre la negligencia casual responsable de la tragedia.
En 1915, una delegación de mujeres cívicas, encabezada por Mary McDowell, instó a Thompson a nombrar a una mujer bien calificada para el nuevo cargo de "comisionada de bienestar público" de la ciudad. Thompson nombró a nombró a Louise Osborn Rowe, una trabajadora y leal del Partido Republicano. Un año después de su nombramiento, Rowe fue acusada de operar un esquema de sobornos en el departamento y se vio obligada a renunciar en 1916. Este puesto permanecería vacante durante el resto de la alcaldía Thompson.
Thompson ganó la atención nacional y la condena por su actitud neutral hacia los acontecimientos de la Primera Guerra Mundial. Al rechazar la visita de la misión francesa a Chicago y negarse a controlar o actuar en contra de las reuniones contra la guerra o el servicio militar obligatorio, a Thompson se le "acredita la caracterización de Chicago como la sexta ciudad alemana del mundo", y también se ganó el apodo de "Kaiser" Bill Thompson. Thompson buscó ganarse aún más el cariño de las poblaciones alemana e irlandesa de la ciudad posicionándose como antibritánico. Esta postura afectaó sus su campaña para el Senado de 1918.
En 1916, se convirtió en miembro del Comité Nacional Republicano, donde sirvió hasta 1920.

### Segundo período
Thompson fue reelegido alcalde en 1919, superando a Robert Sweitzer una vez más junto con Adolph S. Carm, John Collins, John Fitzpatrick y Maclay Hoyne. Se decía que Thompson tenía el control de los 75.000 votantes negros en su época. En su campaña afirmó ser un defensor del pueblo contra las empresas de servicios públicos y los ricos que evadían impuestos. Esto inspiró a Thompson a imponer una tarifa de tranvía de cinco centavos para promover su campaña, que también se utilizó para amenazar la acción de las empresas de tranvías. Eventualmente, sin embargo, a pesar de sus protestas, la tarifa se elevó a siete centavos.
En su segundo discurso inaugural el 28 de abril de 1919, Thompson miró hacia la expansión drástica de Chicago y dijo que "Chicago es más grande que algunas naciones". Esta expansión incluyó la extensión y ensanchamiento de calles para cruzar más de la ciudad, nuevas oficinas de correos, terminales de carga, parques infantiles, puentes y más. Además, debido a los rápidos cambios de la ciudad, Thompson propuso un proyecto de ley de zonificación para regular y crear áreas comerciales, industriales y residenciales. Entre los otros temas que afirmó que abordaría estaban los precios del teléfono y la calidad del servicio, la expansión del Departamento de Policía de Chicago, los trabajos para los soldados que regresan, la reducción del costo de vida y la restauración de los trabajos de los representantes de las Escuelas Públicas que fueron destituidos por la Corte Suprema.
A principios de su segundo mandato, la ciudad lidió con el disturbio racial de Chicago de 1919.
En la Convención Nacional Republicana de 1920, Thompson ayudó a impedir que su antiguo aliado, Frank Lowden, obtuviera la nominación.
Thompson se negó a postularse para la reelección en 1923 y William Emmett Dever lo sucedió. Thompson dejó el cargo de alcalde el 16 de abril de 1923.

## Presidente de la Comisión de Vías Navegables de Illinois
Mientras estaba fuera del cargo, Thompson fue nombrado presidente de la Comisión de Vías Navegables de Illinois. Utilizó su puesto para seguir siendo relevante en los medios, participando en demandas cívicas y haciendo campaña por el proyecto de la vía fluvial de los lagos al golfo: construir una vía fluvial desde los Grandes Lagos hasta el Golfo de México. Para promocionar tanto el proyecto como a sí mismo, Thompson emprendió una expedición "científica" (que será ampliamente cubierta por los medios), que partió hacia los Mares del Sur para encontrar un pez trepador de árboles el 5 de julio de 1924. Atrayendo más atención, Thompson apostó $25,000 a su éxito, pero nadie participó.

## Segunda alcaldía (1927-1931)

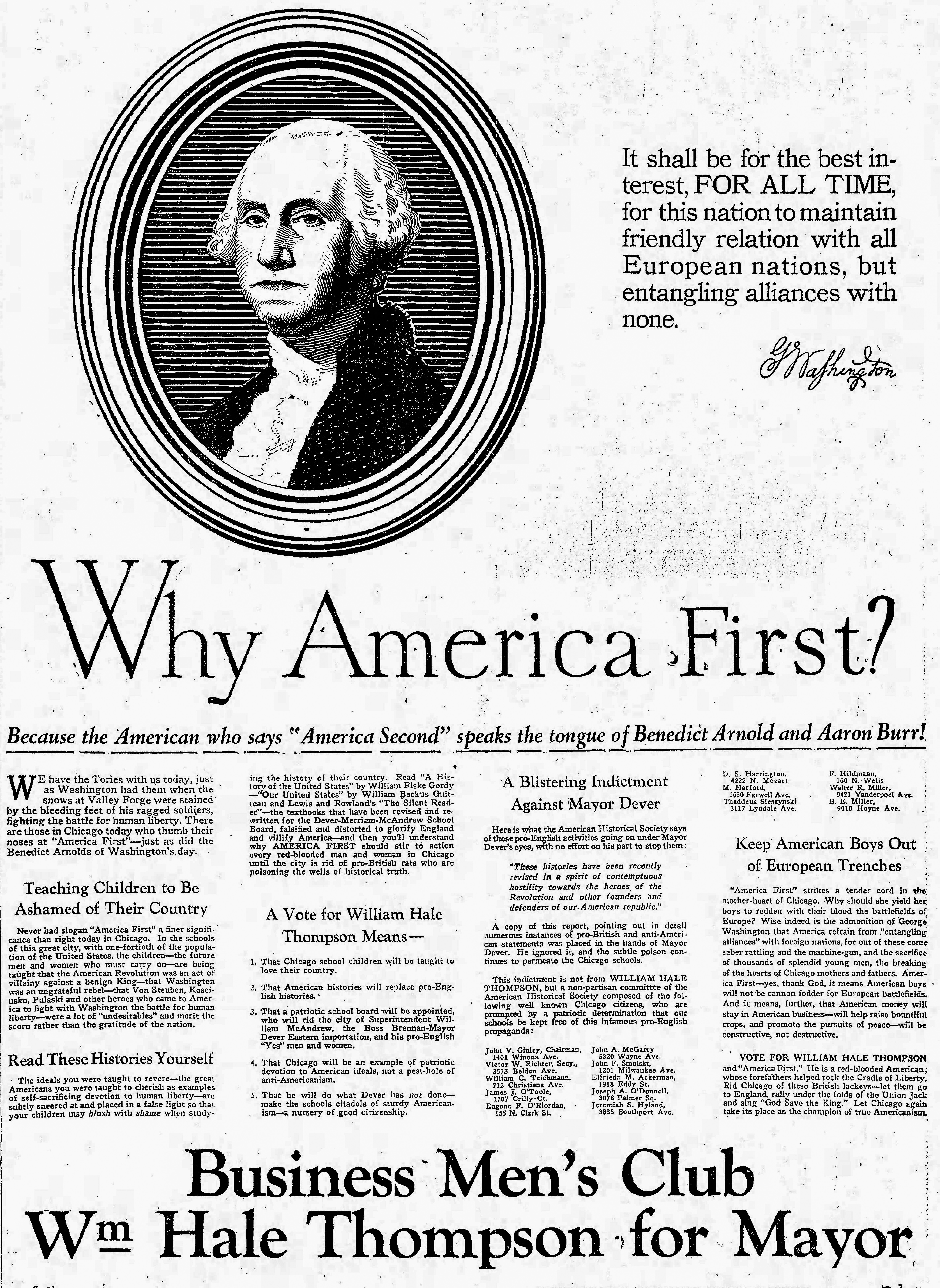
Anuncio político de 1927 " America First " que aboga por el aislacionismo y establece lazos emocionales de Thompson con sus partidarios irlandeses al vilipendiar al Reino Unido, un aliado cercano.

Thompson se postuló nuevamente en 1927 durante una guerra de pandillas en toda la ciudad, con el objetivo de derrocar a su sucesor, William Dever. Fiel a su estilo extravagante, en las elecciones primarias sostuvo un debate con dos ratas vivas con las que pretendía retratar a sus oponentes. También prometió limpiar Chicago y eliminar a los ladrones, y centró su atención en los reformadores, a quienes consideraba los verdaderos criminales. Según Thompson, el mayor enemigo que tenía Estados Unidos era Jorge V del Reino Unido y les prometió a sus seguidores (muchos de los cuales eran irlandeses) que si alguna vez se encontraba con Su Majestad, le daría un puñetazo en la nariz o lo arrestaría. Tras su victoria sobre Dever, el bar clandestino flotante de Thompson, conocido exteriormente como Fish Fans Club, atracó en el puerto de Belmont. Estaba inundado con sus partidarios, tantos que el barco mismo se hundió bajo el peso.
En su discurso inaugural el 18 de abril de 1927, Thompson abordó la importancia de remediar el crimen en Chicago, diciendo:

"Nuestro nuevo superintendente de policía tiene mis instrucciones positivas para expulsar a los ladrones, ladrones y transgresores de la ley de Chicago en noventa días, para que la gente, sus hogares y sus propiedades puedan volver a estar seguros".

Thompson expresó su deseo de sacar al superintendente William McAndrew del sistema de educación pública y restaurar lo que llamó la "verdadera historia de George Washington" mientras exponía "la traición y la propaganda que insidiosamente se han inyectado en nuestras escuelas y otras instituciones educativas". También pasó a hacer cumplir otros temas que había abordado en discursos anteriores, como el tema del transporte público, los parques infantiles y el mantenimiento general y la expansión de Chicago en un esfuerzo por ayudar a los propietarios y aumentar los ingresos residenciales y los ingresos de la ciudad como un todo. En agosto de 1927, la Junta de Educación de Chicago, ahora bajo la influencia de Thompson después de que designó a varios miembros nuevos, votó para acusar a McAndrew de insubordinación y falta de patriotismo, suspendiéndolo en espera de una audiencia administrativa celebrada por la junta. La audiencia administrativa duraría meses y la Junta de Educación de Chicago encontraría culpable a McAndrew. Posteriormente, el Tribunal Superior del Condado de Cook anularía esta decisión.
El apoyo de Al Capone fue fundamental para el regreso de Thompson a la oficina del alcalde. Durante el segundo mandato de Thompson, la " primaria de piña " se llevó a cabo el 10 de abril de 1928, llamada así por las granadas de mano lanzadas en los lugares de votación para interrumpir la votación. En las primarias de Pinneaple, los candidatos respaldados por Thompson se enfrentaron a Charles Deneen en las elecciones primarias republicanas. Otro caso infame de actividad de pandillas que tuvo lugar durante el tercer mandato de Thompson fue la Masacre del Día de San Valentín.
Thompson culpó a la falta de apoyo de Ruth Hanna McCormick por su derrota en la Convención Nacional Republicana de 1928, y le devolvió el favor durante su campaña de 1930 para el Senado de los Estados Unidos al respaldarla en la elección general. Thompson había tenido una rivalidad de larga data con los McCormicks. Le desagradaba intensamente Robert R. McCormick, que publicaba el Chicago Tribune. El senador estadounidense Medill McCormick era el hermano del editor y Ruth Hanna McCormick era la esposa de Medill McCormick.
En medio del creciente descontento con el liderazgo de Thompson, particularmente en el área de limpiar la reputación de Chicago como la capital del crimen organizado, fue derrotado en 1931 por el demócrata Anton Cermak. Este era un inmigrante de Bohemia, y Thompson usó este hecho para menospreciarlo con insultos étnicos como:
No me quedaré atrás ante ese Bohunk, Chairmock, Chermack o como se llame.
Tony, Tony, ¿dónde está tu carretilla?
¿Te imaginas a un alcalde de la Feria Mundial con un nombre como ese?
Cermak respondió: "No le gusta mi nombre... Es cierto que no vine en el Mayflower, pero vine tan pronto como pude", que era un sentimiento con el que los habitantes étnicos de Chicago (especialmente su gran población bohemia) podían identificarse, por lo que los insultos de Thompson fracasaron en gran medida.
Después de la derrota de Thompson, el Chicago Tribune escribió:

"Para Chicago, Thompson ha significado inmundicia, corrupción, obscenidad, idiotez y bancarrota... Le ha dado a la ciudad una reputación internacional por sus bufonadas idiotas, crímenes bárbaros, matonismo triunfante, sobornos sin control y una ciudadanía abatida. Casi arruinó la propiedad y destruyó por completo el orgullo de la ciudad. Hizo de Chicago un sinónimo del colapso de la civilización estadounidense. En su intento de continuar esto, se destacó a sí mismo como un mentiroso y difamador de carácter".

Thompson dejó el cargo el 9 de abril de 1931.

## Últimos años
En 1936, Thompson se postuló para el cargo de gobernador de Illinois en la línea de votación de la "Unión Progresista" contra el titular demócrata Henry Horner y el candidato republicano C. Wayland Brooks. Recibió sólo el 3 % de los votos. En 1939, se postuló en las primarias republicanas para alcalde de Chicago y cayó por un margen de 77% a 23% contra el futuro gobernador Dwight Green.

## Vida personal
En 1901, Thompson se casó con Mary "Maysie" Walker Wyse, secretaria en la oficina de su padre. La pareja no tuvo hijos.

### Muerte
William Hale Thompson murió el 19 de marzo de 1944 en el Hotel Blackstone a la edad de 74 años. Fue enterrado en el cementerio de Oak Woods en un ataúd de bronce macizo.
A pesar de que muchos amaban a Thompson y disfrutaban de sus diversas payasadas políticas, pocas personas asistieron a su funeral, y un reportero señaló que no había "una flor ni un helecho a la vista".
Tras la muerte de Thompson, se descubrió que dos cajas de seguridad a su nombre contenían casi 1,84 millones de dólares (31.8 millones hoy) en efectivo. Una vez que se descubrió el dinero, el Servicio de Impuestos Internos tomó su parte de los impuestos y Maysie Thompson vivió del resto hasta su muerte en 1958.

### Libros dedicados a Hale Thompson
| Título de la biografía                                | Autor                      | Año de publicación |
| ----------------------------------------------------- | -------------------------- | ------------------ |
| Hizzoner Big Bill Thompson: An Idyll of Chicago       | John Bright                | 1930               |
| The Twenty Incredible Years                           | William H. Stuart          | 1935               |
| Big Bill of Chicago                                   | Herman Kogan y Lloyd Wendt | 1953               |
| Big Bill Thompson, Chicago, and the Politics of Image | Douglas Bukowski           | 1998               |